# Ilham Abali
Ilham Abali (19 de febrero de 2002) es un futbolista profesional holandés que juega como mediocampista en el club ADO Den Haag de la Eredivisie.

## Carrera en el club
Abali hizo su debut con el equipo senior del ADO Den Haag a la edad de 16 años y ascendió al primer equipo en 2020. Marginada por una grave lesión de rodilla en 2020, en 2022 extendió su contrato con ADO hasta el verano de 2023. El 7 de mayo de 2023, hizo su regreso a los terrenos de juego como suplente en el minuto 88 en casa contra el Excelsior Rotterdam.

## Carrera internacional
En 2019, Abali llegó a la final del Campeonato Europeo con la selección nacional femenina de fútbol sub-17 de los Países Bajos, ganando la plata.

## Vida personal
Abali nació en Vlissingen, Países Bajos. Fue una de los más de 20 futbolistas y entrenadores marroquí-holandeses que aparecen en el libro Marokkaanse trots: Smaakmakers in de eredivisie (2020), que examina su experiencia en la Eredivisie, la máxima categoría del fútbol en los Países Bajos.

## Lectura adicional
- Rijsman, Thomas; Ghouddani, Nordin (2020). Marokkaanse trots: Smaakmakers in de eredivisie. Atlas Contact. ISBN 9789045040677